# .cc
.cc este un domeniu de internet de nivel superior, pentru Insulele Cocos (ccTLD).